# Tournoi international de la CEDEAO
 (octobre 2024).
Si vous disposez d'ouvrages ou d'articles de référence ou si vous connaissez des sites web de qualité traitant du thème abordé ici, merci de compléter l'article en donnant les références utiles à sa vérifiabilité et en les liant à la section « Notes et références ».
Le Tournoi international de tennis de la CEDEAO est un tournoi de tennis dont la première édition a été organisée à Abidjan en 2007 en Côte d'Ivoire. 
Il s'agit d'un tournoi réservé aux jeunes joueurs de moins de 14 et moins de 16 ans.